# Simon Critchley
Simon Critchley (Hertfordshire, 27 de febrero de 1960) es un filósofo y profesor universitario británico establecido en Estados Unidos.

## Biografía
Critchley recibió su licenciatura de la Universidad de Essex en 1985, donde quedó influenciado por las obras de Louis Althusser, Michel Foucault y Jacques Derrida. En 1987 Critchley dejó Essex para ir a la Universidad de Niza, donde conoció a Dominique Janicaud, que se convertiría en su última influencia y amigo. Regresó a Essex en 1988 donde se doctoró con una tesis en francés sobre Heidegger y Rudolf Carnap sobre la superación de la metafísica. De la tesis surgió la monografía The Ethics of Deconstruction (Blackwell, 1992).
Critchley ha enseñado en la Universidad de Cardiff (1988-89), en la Universidad de Essex (1989-2003) y fue director de Programa en el Colegio Internacional de Filosofía de París (1998-2004). Critchley también fue profesor de filosofía a tiempo parcial en la Universidad de Tilburg (2009-2015). Ha sido profesor visitante en la Universidad de Sídney, Notre Dame y en la Facultad de Derecho de Cardozo de la Universidad Yeshiva.
Desde 2004 es profesor de filosofía en The New School for Social Research de Nueva York. Cuenta con más de una veintena de obras publicadas de ámbitos tan diversos como la historia de la filosofía, teoría política, religión, ética o estética. También destacan sus monográficos sobre los filósofos Emmanuel Levinas, Jacques Derrida y Martin Heidegger. Algunos de sus últimos ensayos son Apuntes sobre el suicidio (Alpha Decay, 2016), donde reflexiona sobre los prejuicios sobre el suicidio, y En qué pensamos cuando pensamos en fútbol (Sexto Piso, 2018), un ensayo provocador que aborda el fenómeno del fútbol desde la filosofía.